# 19916 Donbass
19916 Donbass è un asteroide della fascia principale. Scoperto nel 1976, presenta un'orbita caratterizzata da un semiasse maggiore pari a 2,2320831 UA e da un'eccentricità di 0,1830318, inclinata di 6,77970° rispetto all'eclittica.
Il nome dell'asteroide ricorda la regione ucraina del Donbass.